# 環境難民
環境難民指因天災、人為破壞環境、或氣候變遷而導致之流離失所者，包含境內遷徙和境外遷徙。環境難民的成因類型分為五種，分別是：長期性環境退化、突發性破壞、氣候變遷、人為意外、以及武裝衝突。

## 成因說明

### 長期性環境退化
指生態系統破壞，導致生物無法棲息，或人們無法再利用土地墾殖、生存，通常具不可復原性。如:沙漠化、森林墾筏、土壤鹽化、海平面上升、全球暖化等。自工業革命以來，人們加速利用土地，尤其採用破壞性農耕，造成大片自然資源流失，若不加以改善，未來將出現水資源枯竭、森林覆蓋消失、土地資源耗盡等現象。

### 突發性破壞
指自然界中突發的異常現象，俗稱天災。通常難以回復、且重建工程浩大。如：颶風、洪水、森林大火、海嘯、乾旱、火山爆發等。

### 氣候變遷
其成因分別為地表活動和環境與氣候變遷。此處指環境直接受氣候影響之案例，不包含人為活動。

### 人為意外
指人為疏失或件統建構不良，而未做好安全防護所造成的災害。所造成的影響通常為永久性，且瞬間就能形成，例如1986年俄羅斯車諾比核子事故。

### 武裝衝突
此處指因戰爭目的為直接破壞環境，而導致居民遷徙，和戰爭傷害人民造成逃離之情況有所差異，通常為戰爭需要、或搶奪自然經濟資源而產生。如美國在越戰時使用的橙劑、以及波斯灣戰爭時，伊拉克蓄意破壞科威特油井，原油大量燃燒導致嚴重空氣汙染、800萬桶原油流入海中，讓海岸線居民被迫遷移。